# Frank Gorshin
Frank Gorshin (Pittsburgh, 5 aprile 1933 – Los Angeles, 17 maggio 2005) è stato un attore, comico, cabarettista e imitatore statunitense, noto per aver interpretato l'Enigmista nella serie televisiva di Batman.

## Biografia

### I primi anni
Cattolico di origine slovena, Gorshin nacque a Pittsburgh, Pennsylvania, figlio di Frank Gorshin Sr, dipendente delle ferrovie, e della moglie Frances. All'età di 15 anni intraprese un lavoro part-time come usciere di cinema al Sheridan Square Theatre, dove ebbe modo di studiare la recitazione delle grandi star dello schermo. Gorshin frequentava ancora le scuole superiori quando riuscì ad ottenere il primo impiego pagato che gli assicurò anche la vittoria, nel 1951, di un concorso per talenti a Pittsburgh, che gli procurò l'ingaggio per una settimana al night club di Jackie Heller a New York, il Carousel. All'inizio di questo nuovo impiego il giovane Gorshin era già titubante in quanto i genitori erano rimasti soli dalla sera prima, quando un'auto aveva investito e ucciso il figlio minore, di appena 15 anni, ma alla fine venne convinto ad accettare l'incarico e partire alla volta della Grande Mela.
Dopo il diploma alla Peabody High School, Gorshin frequentò il Carnegie Tech School of Drama (oggi Carnegie Mellon University) di Pittsburgh. Quando non studiava, lavorava nei nightclub. Nel 1953 Gorshin venne arruolato nell'esercito americano e venne stanziato in Germania dove prestò servizio anche per breve tempo nei servizi speciali. Sotto le armi, Gorshin conobbe Maurice Bergman, che in seguitò lo presenterà ad un agente di Hollywood, Paul Kohner. L'intero carteggio del servizio militare di Frank Gorshin verrà distrutto nell'incendio del National Personnel Records Center del 1973.

### La carriera

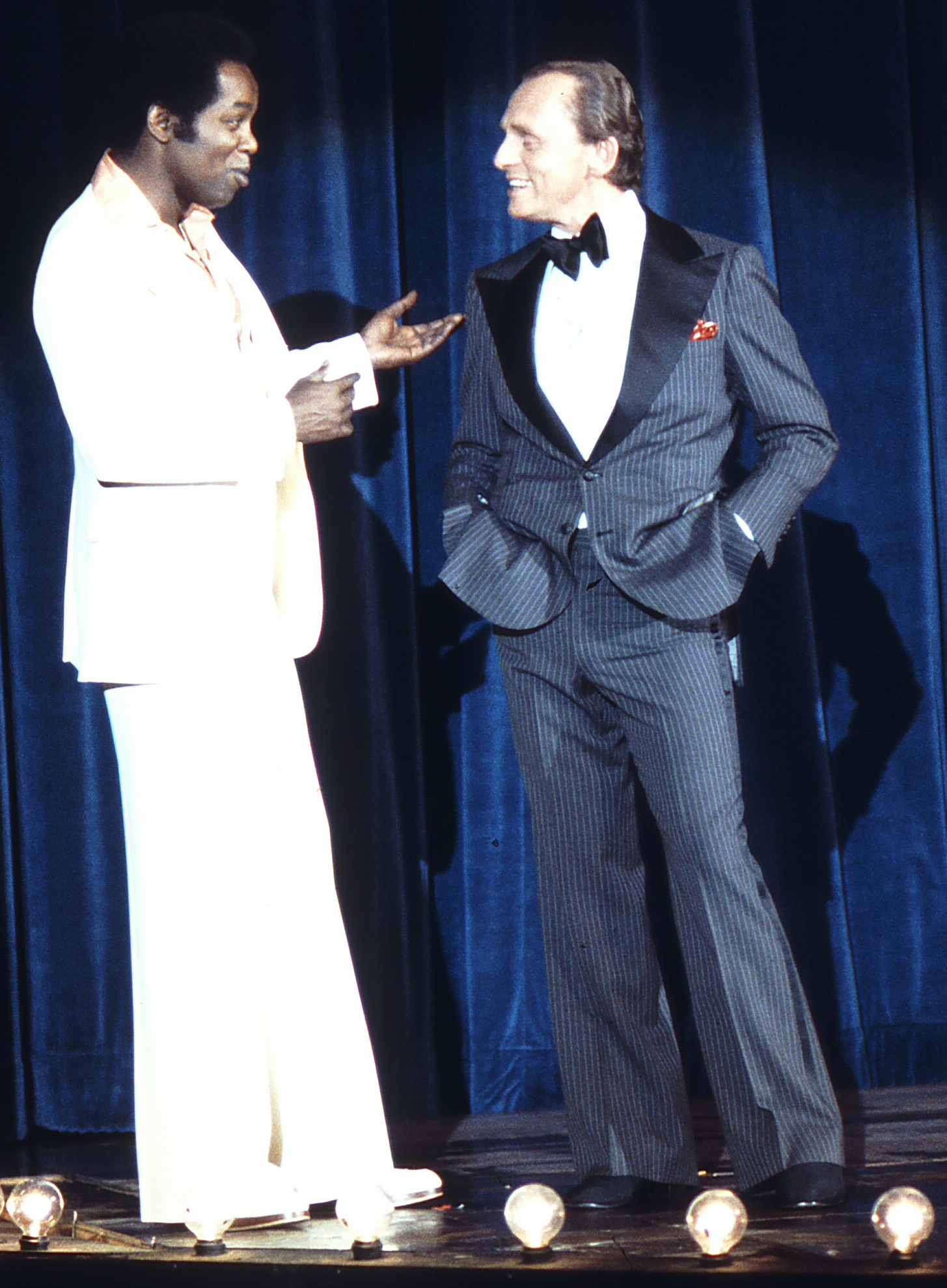
Gorshin con Lou Rawls nel 1977

Quando Gorshin lasciò l'esercito, tornò agli spettacoli in pubblico e dal 1956 iniziò a recitare per numerosi film, quali Hot Rod Girl (1956), Dragstrip Girl (1957) e Invasori dall'altro mondo (1957). Il suo primo ruolo da protagonista lo ebbe però in I diavoli del Pacifico (1956). Apparve anche in televisione, oltre ad essere ospite per dodici volte all'The Ed Sullivan Show (apparendo per la prima volta con i Beatles e con Davy Jones nel 1964). L'8 aprile 1957, Gorshin sposò Christina Randazzo, da cui ebbe un figlio, Mitchell.
Nel 1957, mentre era alla guida della sua auto per tornare a Los Angeles da Pittsburgh, in un viaggio di 39 ore, ebbe un terribile incidente causato da un colpo di sonno. Nello schianto, riportò una frattura del cranio e trascorse quattro giorni in coma; un giornale di Los Angeles annunciò prematuramente la sua morte senza che questa fosse poi veramente avvenuta. Il suo viaggio era dettato dall'esigenza di girare il film Mare caldo (1958), in un ruolo di coprotagonista che andò poi a Don Rickles.
Rimessosi dall'incidente, nel 1960 Gorshin venne scritturato per le commedie Susanna agenzia squillo e La spiaggia del desiderio. Ottenne una nomination per un Emmy (come miglior attore non protagonista in una serie commedia) per il suo ruolo dell'Enigmista nella serie tv Batman, che lo consacrò al grande pubblico. Nel 1968 recitò nella commedia di Otto Preminger Skidoo, mentre l'anno successivo ebbe un ruolo memorabile in Star Trek, nell'episodio Sia questa l'ultima battaglia (1969).
Apparve anche nei musical Jimmy (1970) e Guys and Dolls (1971). Nel 2002, interpretò l'attore e commediografo George Burns nello show Say Goodnight, Gracie.
Gorshin fece altre apparizioni televisive in Grave Danger, episodio della serie TV CSI - Scena del crimine diretto da Quentin Tarantino e che uscì due giorni dopo la sua morte.
L'ultimo spettacolo di Gorshin si tenne a Memphis (Tennessee) nello show Say Goodnight, Gracie. Finito lo spettacolo si recò in aereo a Los Angeles ma al momento stesso dell'atterraggio venne raggiunto dall'ambulanza che lo portò all'ospedale dove morì il 17 maggio 2005, all'età di 72 anni, per un cancro alla gola aggravato da enfisema polmonare e polmonite.
È stato sepolto nel cimitero cattolico di Pittsburgh, il Calvary Cemetery, nella sessione Hazelwood.

## Filmografia

### Cinema
- Anche gli eroi piangono (The Proud and Profane) regia di George Seaton (1956)
- Hot Rod Girl, regia di Leslie H. Martinson (1956)
- I diavoli del Pacifico (Between Heaven and Hell), regia di Richard Fleischer (1956)
- Runaway Daughters, regia di Edward L. Cahn (1956)
- La vera storia di Jess il bandito (The True Story of Jesse James) regia di Nicholas Ray (1957)
- Dragstrip Girl, regia di Edward L. Cahn (1957)
- Il delinquente delicato (The Delicate Delinquent), regia di Don McGuire (1957)
- Invasori dall'altro mondo (Invasion of the Saucer Men), regia di Edward L. Cahn (1957)
- La città del ricatto (Portland Expose) regia di Harold D. Schuster (1957)
- La valanga dei tanks (Tank Battalion), regia di Sherman Rose (1958)
- Questa è la mia donna (Night of the Quarter Moon), regia di Hugo Haas (1959)
- L'ultima notte a Warlock (Warlock) regia di Edward Dmytryk (1959)
- Susanna agenzia squillo (Bells Are Ringing), regia di Vincente Minnelli (1960)
- Vivi con rabbia (Studs Lonigan), regia di Irving Lerner (1960)
- La spiaggia del desiderio (Where the Boys Are), regia di Henry Levin (1960)
- Il grande impostore (The Great Imposter), regia di Robert Mulligan (1961)
- L'anello di fuoco (Ring of Fire), regia di Andrew L. Stone (1961)
- Testa o croce (The George Raft Story), regia di Joseph M. Newman (1961)
- Rapina a... nave armata (Sail a Crooked Ship, regia di Irving Brecher (1961)
- F.B.I. - Operazione gatto (That Darn Cat!), regia di Robert Stevenson (1965)
- El Tigre (Ride Beyond Vengeance), regia di Bernard McEveety (1966)
- Batman (Batman: The Movie), regia di Leslie H. Martinson (1966)
- Skidoo, regia di Otto Preminger (1968)
- Rudolph's Shiny New Year, regia di Jules Bass, Arthur Rankin Jr. (1976)
- Record City, regia di Dennis Steinmetz (1977)
- Il Golia attende (Goliath Awaits), regia di Kevin Connor (1981)
- Parking Paradise (Underground Aces, regia di Robert Butler (1981)
- The Uppercrust, regia di Peter Patzak (1981)
- Princes Ida, regia di Dave Heather (1982)
- Vacanze calde (Hot Resort), regia di John Robins (1985)
- Uphill All the Way, regia di Frank Q. Dobbs (1986)
- Hollywood Vice Squad, regia di Penelope Spheeris (1986)
- The Gnomes' Great Adventure, regia di Harvey Weinstein (1987) (voce)
- Beverly Hills Bodysnatchers, regia di Jonathan Mostow (1989)
- Non aspettate mezzanotte (Midnight), regia di Norman Thaddeus Vane (1989)
- Sweet Justice, regia di Allen Plone (1992)
- The Hollywood Beach Murders, regia di Eric Straton (1992)
- Body Trouble, regia di Bill Milling (1992)
- Amore!, regia di Lorenzo Doumani (1993)
- The Meteor Man, regia di Robert Townsend (1993)
- Hail Caesar, regia di Anthony Michael Hall (1994)
- The Big Story, regia di David Stoten, Tim Watts (1994) (voce)
- Mr. Payback: An Interactive Movie, regia di Bob Gale (1995) (cameo)
- L'esercito delle 12 scimmie (Twelve Monkeys), regia di Terry Gilliam (1995)
- Da qui all'eternità (From Hare to Eternity), regia di Chuck Jones (1996) (voce)
- Super Duck (Superior Duck), regia di Chuck Jones (1996) (voce)
- Threshold (1997)
- Bloodmoon, regia di Siu-Hung Leung (1997)
- Better Than Ever, regia di Uzo (1997)
- After the Game, regia di Brewster MacWilliams (1997)
- Pullet Surprise, regia di Darrell Van Citters (1997) (voce)
- Twilight of the Ice Nymphs, regia di Guy Maddin (1997)
- Guy Maddin: Waiting for Twilight (1997) (documentario)
- The Rules (For Men), regia di Robert Capelli Jr. (1999)
- The Art of Murder, regia di Ruben Preuss (1999)
- All Shook Up, regia di Henry Less (1999)
- Man of the Century, regia di Adam Abraham (1999)
- Final Rinse, regia di Robert D. Tucker (1999)
- Game Day, regia di Steve Klein (1999)
- Castle Rock, regia di Craig Clyde (2000)
- Il prezzo della fortuna (Luck of the Draw), regia di Luca Bercovici (2000)
- The Curio Trunk, regia di Duane Stinnett (2000)
- High Times' Potluck, regia di Alison Thompson (2002)
- Manna from Heaven, regia di Gabrielle Burton (2002)
- Mail Order Bride, regia di Robert Capelli Jr., Jeffrey Wolf (2003)
- Supereroi per caso: Le disavventure di Batman e Robin (Return to the Batcave: The Misadventures of Adam and Burt), regia di Paul A. Kaufman (2003)
- The Creature of the Sunny Side Up Trailer Park, regia di Christopher Coppola (2004)
- Love Story in Harvard (2004)
- Angels with Angles,  regia di Scott Edmund Lane (2005)
- Firedog (2005) (voce)
- Buckaro (2005)

### Televisione
- Alfred Hitchcock Presenta (Alfred Hitchcock Presents) – serie TV, episodio 1x37 (1956)
- Navy Log – serie TV, episodio 2x18 (1957)
- The Restless Gun – serie TV, episodio 1x01 (1957)
- I detectives (The Detectives) – serie TV, episodio 1x01 (1959)
- Hennesey – serie TV, 3 episodi (1959)
- General Electric Theater – serie TV, episodio 7x17 (1959)
- Have Gun - Will Travel – serie TV, episodio 2x33 (1959)
- Mr. Lucky – serie TV, episodio 1x17 (1960)
- L'ora di Hitchcock (The Alfred Hitchcock Hour) – serie TV, episodio 2x30 (1964)
- The Nurses – serie TV, episodio 3x15 (1965)
- I mostri (The Munsters) – serie TV, episodio 2x28 (1966)
- A Man Called Shenandoah – serie TV, episodio 1x31 (1966)
- Batman – serie TV, 10 episodi (1966-1967)
- Star Trek – serie TV, episodio 3x15 (1969)
- Ai confini dell'Arizona (The High Chaparral) – serie TV, episodio 2x21 (1969)
- Il virginiano (The Virginian) – serie TV, episodio 9x11 (1970)
- Charlie's Angels – serie TV, episodio 1x21 (1977)
- Wonder Woman – serie TV, episodio 2x12 (1977)
- I grandi eroi della Bibbia (Greatest Heroes of the Bible) – miniserie TV, 2 puntate (1978)
- La signora in giallo (Murder, She Wrote) – serie TV, episodio 4x15 (1988)

## Doppiatori italiani
Nelle versioni in italiano delle opere in cui ha recitato, Frank Gorshin è stato doppiato da:
- Ferruccio Amendola in La spiaggia del desiderio
- Sergio Tedesco in F.B.I. - Operazione gatto
- Oreste Lionello in Batman - Il film
- Eugenio Marinelli in Batman
- Gianni Marzocchi in Charlie's Angels
- Sergio Rossi in La signora in giallo
- Sandro Sardone in Hail Caesar
- Ennio Coltorti in L'esercito delle 12 scimmie
- Franco Zucca ne Il prezzo della fortuna
- Antonello Governale in Supereroi per caso - Le disavventure di Batman e Robin
- Oliviero Dinelli in CSI - Scena del crimine

Da doppiatore è sostituito da:
- Cesare Rasini in The Batman